# كين (مصارع)
جلين توماس جاكوبس (من مواليد 26 أبريل 1967)، والمعروف باسم كين، هو سياسي أمريكي ومصارع محترف. تم توقيع جاكوبس مع WWE منذ عام 1995 وتم إدراجه قاعة مشاهير دبليو دبليو إي في عام 2021.[9] يشغل حاليًا منصب العمدة الجمهوري لمقاطعة كنوكس بولاية تينيسي منذ عام 2018.
كان كين في بداية مشواره يرتدي قناعاً إلى أن هُزم أمام تريبل اتش عام 2003 م في مباراة نزع القناع وأرغم على نزع قناعه. وفي ديسمبر عام 2011 عاد كين بالقناع مرة أخرى بشكل مختلف عن السابق.
الحركات القاضية:
شوك سلام واحيانا شاهد القبر والتي لايتقنها إلا أخوة الدمار الأندرتيكر وكين
وكان رئيس قسم المهام وأحد أعضاء السلطة يعمل عند تريبل اتش

## ملخص المسيرة الاحترافية في المصارعة

### البداية المهنية
بدأ جاكوبز المصارعة عام 1992 وشارك في إحدى الاتحادات المحلية حيث ظهر بشخصية تسمى «آنجوس كينج» (Agnus King)، وبعدها انتقل إلى اتحاد USWA وعرف باسم«آنابومب»(Unabomb)، وفي الوقت ذاته كان يلعب لصالح اتحاد آخر يسمى SMW وحصل على عدة ألقاب استطاع أن يحرزها في هذه الفترة أهمها الفوز بحزام التاج تيم مع المصارع «ال سنو» (al snow) باتحاد SMW، بالإضافة إلى انه استطاع حمل لقب الوزن الثقيل في اتحاد USWA.
انتقل عام 1993 إلى اتحاد ورلد تشامبيونشيب ريسلينغ (WCW) وخاض مباراة واحدة ضد ستينغ، وفي عامي 1994-95 لعب في اتحاد في بورتوريكو يسمى WWC، وفي أغسطس عام 1995 انتقل إلى اتحاد WWE (أو كما كان يعرف وقتها WWF) في نفس السنة.

### اتحاد دبليو دبليو اف WWF

#### السنوات الأولى 1995-1997
انتقل كين بعدها إلى اتحاد الـWWF وظهر باسم «بلاك نايت» وكان مرتدي القناع وفي مهرجان السرفافير سيريس حيث لعب شخصية طبيب الاسنان لجيري لاور، التي قد كسرها له بريت هارت. عموما بداية كين كانت متقلبة إلى عام 1996 , في عام 1996 ظهر كين بشخصية «ديزل» (وهي الشخصية التي كان يعرف بها المصارع كيفن ناش قبل رحيله من اتحاد WWF وانتقاله إلى WCW)، إلا أن شخصية ديزل الجديدة التي مثلها كين لم تبد نجاح وقوبلت باستياء من الجمهور، فقام الاتحاد بغياب كين وبعده عن الظهور بالحلبات لفترة إلى ان يظهر بشخصية كين الجديدة، وفي عام 1997 ظهر بشخصية كين التي اشتهر من خلالها والمعروفة حتى الآن في المصارعة.

#### بداية الظهور بشخصية كين والحصول على لقب الاتحاد (1997-1998)

عرض كين وهو يشعل زوايا الحلبة بمباراة رويال رامبل 2001

تم تقديم كين على انه أخ للاندرتيكر حيث كان أول ظهور له في عرض "in your house 14" وفي مباراة الحدث الرئيسي بين أندرتيكر وشون مايكلز، وقد كانت أول مباراة في التاريخ من نوع «هيل ان ذا سيل» وكانت على لقب الاتحاد، ظهر كين لأول مرة مرتديا قناعا مخيف وتسبب بخسارة أندرتيكر بتنفيذ حركة الاندرتيكر القاضية عليه (شاهد القبر)، ومن بعدها دخل بعداوة مع أندرتيكر حتى مباراة عرض راسلمينيا في عام 1998 والتي فاز فيها أندرتيكر، وإستطاع كين في نفس العام في شهر يونيو الحصول على لقب الاتحاد بالفوز على ستيف اوستن.
تميز مظهر كين في تلك الفترة بالغموض والرعب حيث كان يظهر بشخصية ظلامية مرتديا قناعا مخيف وتتميز دخلته باطفاء أنوار القاعة مع اشعال نار حتى يقوم باشعال نار في زوايا الحلبة الأربعة.

#### خلع القناع 2003
وكان دائم التغير من شكله حيث كان لا يظهر بمظهر واحد لمده 3 سنوات ولكن في عام 2004 ظهر بمظهر لم يغيره الي 2010 ثم عاد وارتدي قناعا في 2011 ولكن قبل نهايه 2013 خلع قناعه واعطاه لستيفاني مكمان وظهر بمظهر اصدم الجميع حين ظهر مرتديا بذله في عرض الرو علي انه مدير العمليات.
ثم عاد في 2014 بالقناع نفسة وهاجم دانيال براين بطل دبليوا دبيلوا أي للعالم وفي عرض اكستريم رولز واجه براين لكنة خسر المباراة ونزع القناع واكمل مسيرتة مديراً للعمليات
ويعتبر كين أكثر مصارع يدخل الرويال رامبل لكنة لم يفز في أي منها

## أهم البطولات والانجازات
حصل مرة واحدة على بطولة SMW Tag Team Champion مع المصارع Al Snow.
Pro Wrestling Illustrated
لقد صنفه الـ PWI في المركز رقم 186 من جملة أفضل 500 مصارعاً فردياً في عام 2003 م.
حصل على جائزة PWI Tag Team مع اكس باك عام 1999م.
United States Wrestling Association
حصل مرة واحدة على بطولة USWA Southern Heavyweight Championship .
World Championship Wrestling
حصل مرة واحدة على بطولة WCW World Tag Team Champion مع الاندرتيكر.
World Wrestling Federation / Entertainment
حصل مرة واحدة على بطولة World Heavyweight Champion .
حصل مره واحدة ه علي بطولة WWE/F Champion .
حصل مرتين على بطولة WWF/E Intercontinental Champion .
حصل احداء عشر مره على بطولة WWF/E Tag Team Champion (مرتين مع مايك فولي، ومرتين مع تيكر، ومرتين مع اكس باك، ومرة مع هوريكان، ومرة مع روب فان دام، ومرتين مع البيج شو، ومره مع دانيل براين)
حصل مرة واحدة على بطولة WWF Hardcore Champion .
حصل على ECW Championship .

## روابط خارجية
- كين على موقع IMDb (الإنجليزية)
- كين على موقع ألو سيني (الفرنسية)
- كين على موقع إن إن دي بي (الإنجليزية)
- كين على موقع قاعدة بيانات الفيلم (الإنجليزية)
- كين على موقع كينوبويسك (الروسية)
- كين على موقع دبليو دبليو إي (الإنجليزية)
- كين على موقع WrestlingData.com (الإنجليزية)
- كين على موقع CageMatch worker (الإنجليزية)
- كين على موقع قاعدة بيانات المصارعة على الإنترنت (الإنجليزية)
- كين على موقع عالم المصارعة على الإنترنت (الإنجليزية)